# Corythangela galeata
Corythangela galeata là một loài bướm đêm thuộc họ Coleophoridae. Nó là loài duy nhất được tìm thấy ở các địa điểm gần Sydney ở New South Wales.
Ấu trùng ăn các loài Casuarina.